# Xingood
Xingood (Xingod ou Eigud) é uma cidade da região de Mudug na Somália. Atualmente a cidade pertence a região de Hobyo, no estado de Galmudug, um estado auto-proclamado autônomo que surgiu na Somália em 14 de agosto de 2006.
- Latitude: 6° 15' 0" Norte
- Longitude: 48° 26' 00" Leste
- Altitude: 143 metros